# Lusanga
Lusanga (antiguamente Leverville) es una localidad de la provincia de Kwilu, está ubicada en la rivera izquierda del río Kwilo, donde recibe las aguas del Kwenge (Las aguas del río Kwilo desembocan en el río Congo y este al océano atlántico). Se ubica a 570 kilómetros al este de la capital Kinshasa, y está conectada con la ciudad de Kikwit por la carretera nacional 1 que la atraviesa. Antiguamente, era una el centro de una plantación de palma dirigida por "Huileries du Congo belge", filial de "Lever Brothers". Debido a las políticas de Mobutu, la producción bajo.
Actualmente las instalaciones de la empresa están abandonadas. En 2017, la ciudad, de aproximadamente 15 000 habitantes, carece de electricidad, agua corriente y tiendas.

## Historia

### Congo Belga
En 1911, 3 años después de la desaparición del Estado Libre del Congo, durante los tiempos del Congo Belga, el inglés William H. Lever funda al empresa Huileries du Congo belge, filial de Lever Brothers (actual Unilever), con el fin de explotar las cinco concesiones obtenidas del gobierno belga. Estas concesiones le permitían explotar aceite de las palmeras salvajes. La sociedad alquila estas zonas hasta 1944 y establece plantaciones.
La más grande de estas concesiones (280 000 ha) tenía una forma de un círculo con un radio de 50 km. El centro de ese círculo estaba en la población de Lusanga. Es en esta población donde se instala la oficina de la empresa, y es bautizado como 'Leverville'. 
La ciudad fue enfocada en la producción en el aceite de palma. En Leverville se estableció una de las doce fábricas de aceite de palma de la concesión. La ciudad se desarrolló de la manera típicamente colonial. La empresa uso mano de obra de los trabajadores con modalidades que podríamos considerar trabajo forzado.
En 1915, llegan misioneros, entre los que destaca el misionero Fernand Allard que trabajó allí desde 1915 hasta 1921, los cuales criticaron esta situación.
En 1931, hubo un alzamiento de los pende (fr) de la provincia de Kwilu. Esto se debió a la reducción de sueldos debido a la crisis económica de 1929. Este alzamiento fue la mayor revuelta en la historia del Congo Belga. Esta fue sofocada, dejando un saldo de cientos de muertos.

### Congo independiente
Después de la independencia del país (1960), la concesión llega a su fin. La sociedad cambia su nombre a "Plantations Lever au Congo (fr)". Establecieron redes de atención sanitaria gratuita, los empleados tienen dinero suficiente como para pagar los estudios de los más pequeños. Por estos tiempos, la rentabilidad del negocio del aceite de palma disminuyó debido a la competencia asiática. 
En 1973, Mobutu expropia la empresa, en el marco de su política de despojo a la que nombró Zairinización. La nueva administración es catastrófica. 
La disminución del trabajo es compensada con trabajadores forzados reclutados a la fuerza, en esto eran cómplices el jefe de la aldea y el gobierno. A los trabajadores forzados se les exigía ir a cortar nueces de palma. Lo hacían subidos al árbol. En ocasiones, los empleadores encendían fogatas en la base del árbol para que el cortador no intente bajar del árbol. Es en estos tiempos que cambian el nombre de Leverville por Lusanga.
Cuatro años más tarde (1977), 'Unilever' recupera su filial, pero no puede levantarla. El gigante anglo-holandés controló la empresa hasta 2009, cuando pasó a manos del grupo canadiense Feronia Inc., empresa que cotiza en la bolsa de Toronto. La mayoría de las acciones estaban en manos de los bancos europeos de desarrollo. Desde 2020 y tras la quiebra de Feronia, los propietarios son firmas de capital privado.
Actualmente las instalaciones de la empresa están abandonadas. En 2017, la ciudad, de aproximadamente 15 000 habitantes, carece de electricidad, agua corriente y tiendas. Para los servicios básicos, los habitantes dependen de la ciudad de Kikwit, a 45 km de distancia.